# Plazmodezma
Plazmodezme so citoplazemski kanali mikroskopskih velikosti, ki potekajo skozi celične stene rastlinskih celic in celic nekaterih vrst alg. Omogočajo povezavo protoplastov, transport snovi in komunikacijo s pomočjo signalnih molekul. Plazmodezme so se razvile večkrat v evolucijskem razvoju rastlin; imajo jih denimo mnogi taksoni alg, kot so Charophyceae (parožnice ali parožničaste alge), Charales, Coleochaetales in Phaeophyceae (rjave alge), kot tudi vse kopenske rastline (mahovi, praprotnice, golosemenke in kritosemenke).
Za razliko od živalskih celic je vsaka rastlinska celica obdana s celično steno, ki sestoji iz polisaharidov. Dve sosednji celici poljubnega tkiva tako omejuje plast celične stene vsake celice, med njima pa se nahaja osrednja lamela, ki tvori zunajcelično plast iz pektinov in je pomemben del apoplasta. Celične stene so do neke mere prepustne za prehajanje snovi, po drugi strani pa so plazmodezme tiste, ki omogočajo neposreden in nadzorovan tok snovi med različnimi celicami in predstavljajo bistven element, ki omogoča simplastni tok (prenos snovi po protoplastih).
Obstajata dva glavna tipa plazmodezem, ki se med seboj razlikujeta po času nastanka; primarne plazmodezme se tvorijo med celično delitvijo, sekundarne plazmodezme pa se pojavijo kot povezava med dvema odraslima celicama. Tudi v živalskih celicah je nekaj podobnih struktur, ki služijo približno enakim funkcijam (denimo medcelični stiki). Plastidi rastlinskih celic se povezujejo s pomočjo tvorbe tako imenovanih stromul.

## Nastanek
Primarne plazmodezme nastanejo med sintezo celične stene, ki poteka že kmalu po končani celični delitvi. Takrat se del endoplazemskega retikla vključi v odprtine nastajajoče celične plošče (iz katere se postopoma tvori celična stena) in tovrstne tvorbe postopoma postanejo citoplazemske povezave dveh celic. Plazmodezme se nahajajo na območju stanjšane in neodebeljene celične stene s številnimi odprtinami, ki ga imenujemo piknja. Po drugi strani lahko plazmodezme nastanejo sekundarno, v že zgrajeni celični steni dveh odraslih celic; takšne strukture so sekundarne plazmodezme.

## Zgradba

### Plazmalema in citoplazemski rokav
Del plazmaleme, ki sega v plazmodezmo, je v večji meri podoben ostalemu delu celične membrane; oba sta denimo iz fosfolipidnega dvosloja, katerega zgradbo razlaga model tekočega mozaika.
Citoplazemski rokav je prostor, napolnjen s tekočino in omejen s plazmalemo, ki predstavlja podaljšek celičnega citosola. Plazmodezemski prenos molekul in ionov se dogaja na območju citoplazemskega rokava. Manjše molekule (kot so denimo enostavnejši ogljikovi hidrati in aminokisline) ter ioni plazmodezmo preidejo s pomočjo difuzijskega gibanja, za katerega se ne uporablja dodatna energija v obliki molekul adenozina trifosfata. Nekatere večje molekule, denimo polipeptidi in določene beljakovine, pa tudi nukleinske kisline (RNK) so prav tako sposobne difuzijskega prehajanja plazmodezem.
Obstajajo specifične makromolekule, ki se transportirajo s pomočjo trenutno še ne raziskanih biokemijskih mehanizmov. Ena izmed bolj poznanih metod, ki omogoča selektivno prepustnost posamezne plazmodezme, je proces, kjer se na ustju plazmodezme akumulira polisaharid kaloza, ki na tak način zmanjša premer plazmodezme in onemogoči prehajanje večjih makromolekul. Podobno so poznani mehanizmi, ki prepustnost kanala povečajo in na tak način omogočijo transport posameznih makromolekul, kot so signalne molekule, transkripcijski faktorji in kompleksi ribonukleinskih kislin ter beljakovin.

### Dezmotubul
Glavni članek: Dezmotubul
Dezmotubul je cevasto oblikovan in sploščen del endoplazemskega retikla, ki poteka skozi plazmodezmo in povezuje dve sosednji celici. Znane so nekatere molekule, ki se prenašajo skozenj, a velja, da večji del plazmodezemskega transporta poteče skozi citoplazemski rokav, ki meji na dezmotubul.
Povprečni premer dezmotubula je okoli 15 mikrometrov, kar ga uvršča med ene izmed najbolj zgoščenih in tankih membranskih struktur. Normalno se nahaja v zgoščeni obliki, a se občasno razširi in v notranjosti tvori lasten lumen (svetlino). Membrane, ki ga sestavljajo, izvirajo iz celičnega endoplazemskega retikla in so prepredene s številnimi beljakovinami, ki med seboj povezujejo dezmotubul in celično membrano. Ostale beljakovine, katerih večji delež predstavljata aktin in miozin, sestavljajo helikalno tvorbo, ki omogoča transport molekul skozi citoplazemski rokav.
Dezmotubul je udeležen pri lateralnem prenosu lipidnih molekul iz endoplazemskega retikla ene celice v endoplazemski retikel druge celice. Ti lipidi se uporabljajo na poti celične signalizacije kot nekakšni dejavniki medceličnega sporočanja. Poznamo tri glavne načine, s pomočjo katerih dezmotubul pogojuje prenos molekul: nekatere se transportirajo skozi njegov lumen, druge difundirajo vzdolž njegove membrane, tretje pa se pritrdijo na njegovo citoplazemsko stran in se nato s pomočjo aktivnega transporta prenesejo skozi citoplazemski rokav plazmodezme. Pomembno vlogo imajo tudi molekule aktina in miozina, ki se na dezmotubul pritrdijo na citoplazemskem koncu in služijo kot vir krčenja, ki po potrebi zapira njegovo odprtino in na takšen način nadzira prehajanje molekul skoznjo. Beljakovine dezmotubula so hkrati udeležene pri mehanski podpori same plazmodezme.

## Plazmodezme in kaloza
Na delovanje in strukturo posamične plazmodezme močno vpliva kaloza (polisaharid, ki ima z (β) beta 1-3 glikozidnimi vezmi med seboj povezane molekule glukoze), ki jo najdemo tudi v celičnih ploščah med potekom citokineze (delitve citoplazme). Med redke celične predele, ki so bogati s kalozo, spadajo tudi območja celične stene, kjer se nahajajo plazmodezme. Kaloza je nujna za nadzor nad snovmi, ki potujejo skozi plazmodezme, saj predstavlja mehanizem, ki omogoča izbirno prepustnost. Da bi lahko nadzorovale prehajanje snovi, morajo plazmodezme izvesti več različnih strukturnih sprememb.
Aktivnost plazmodezem je tesno povezana s fiziološkimi in razvojnimi procesi, ki se odvijajo v rastlinskem osebku. Skozi plazmodezme na primer prehajajo razne signalne molekule, ki so udeležene v hormonalni poti sporočanja. Med bistvene mehanizme plazmodezem spada sposobnost zapiranja ali omejevanja kanalov. Za kalozo je bilo ugotovljeno, da je ena izmed tistih sredstev, s katerimi se lahko spreminja premer posamične plazmodezme.
Večje koncentracije kaloze se nahajajo na samem vhodu v plazmodezmo neposredno ob celični steni. Količina naloženega polisaharida je variiabilna in se lahko spreminja glede na signalne molekule; po potrebi se koncentracija poveča in premer plazmodezme zmanjša ali pa se koncentracija kaloze zniža in se posledično zveča premer plazmodezme. Pri teh spremembah so udeležene (β) beta 1,3-glukan sintaza in razne hidrolaze.

## Transport po plazmodezmah
Po plazmodezmah se iz ene celice v drugo med drugim prevajajo beljakovine (vključno s transkripcijskimi faktorji), informacijska RNK (mRNA), viroidi in virusni genomi. Eden bolj znanih virusov, ki se poslužuje plazmodezemskega transporta, je virus tobačnega mozaika iz rodu Tobamovirus.
Velikost molekul, ki lahko prehajajo skozi plazmodezme, je natančno regulirana in variiabilna, saj se rastlinska celica aktivno prilagaja različnim dražljajem in je sposobna spreminjanja premera posamične plazmodezme.

## Citoskeletni elementi v plazmodezmah
Ker so plazmodezme način, s katerim so medsebojno povezane skoraj vse rastlinske celice nekega osebka, se pojavijo težave, kadar je ena izmed njih okužena, saj se patogeni zaradi vzpostavljenih povezav lažje prenašajo. Pri tem imajo ključno vlogo citoskeletni elementi, kot so mikrofilamenti, mikrotubuli in miozinske beljakovine. Do spoznanja, da so mikrofilamenti tesno povezani s transportom virusnih gibalnih beljakovin do plazmodezem, so prišli s pomočjo fluorescenčnih tehnik. Ko so zavrli polimerizacijo aktinskih filamentov, je to povzročilo zmanjšanje transporta, kar je bilo razvidno tudi iz samih vrednosti (zgolj 10 kDa prenesenih snovi namesto prejšnjih 126kDa).

### Virusi
Da se lahko premikajo po rastlinskih tkivih, virusi pogosto razgradijo mikrofilamente na manjše fragmente. Takšen primer je virus kumaričnega mozaika (angleško cucumber mosaic virus ali s kratico CMV). Ko so raziskovalci liste tobaka (Nicotiana) obdelali s učinkovino, ki stabilizira mikrofilamente, faloidinom, virusne gibalne beljakovine niso več zmogle povečati premera posamične plazmodezme.

### Miozin
Na območju plazmodezem so običajno prisotne večje koncentracije beljakovine miozina, ki je udeležen pri nadzorovanju potovanja virusnih delcev v plazmodezme. V raziskavi je bilo ugotovljeno, da povzročitev trajne povezave med aktinom in miozinom vodi v zmanjšanje ravni medceličnega transporta. Virusi pa naj bi se bili sposobni izbirno (selektivno) vezati na miozinske beljakovine.